# Джей Родрігес
Джей Енріке Родрігес (англ. Jay Enrique Rodriguez; нар. 29 липня 1989, Бернлі, Англія) — англійський футболіст. Нападник клубу «Бернлі».
Виступав, зокрема, за клуб «Саутгемптон», а також національну збірну Англії.

## Клубна кар'єра

### «Бернлі»
За «Бернлі» Джей дебютував 29 грудня 2007 року, вийшовши на заміну в матчі з «Бристоль Сіті». У січні 2008 на правах оренди приєднався до шотландського клубу «Стерлінг Альбіон», де провів залишок сезону. За «Альбіон» Родрігес дебютував у матчі четвертого раунду кубка Шотландії проти «Селтіка».
23 вересня 2008 року Джей відзначився своїм першим голом за «Бернлі» у матчі Кубка ліги проти «Фулгема», забивши єдиний гол на 88-й хвилині.
1 лютого 2010 року на місяць пішов в оренди до «Барнслі». Вже у першому матчі за нову команду, проти «Престон Норт-Енд», Родрігес відзначився голом.
9 серпня 2011 року у матчі першого раунду Кубка ліги проти «Бертон Альбіон» Джей відзначився покером: перші два голи він забив з пенальті в основний час, третій і четвертий — вже у компенсований час, зробивши рахунок 6-3 на користь «Бернлі». Свої перший і другий голи в чемпіонаті Родрігес забив у грі проти «Ноттінгем Фореста» 27 вересня 2011 року. 31 січня 2012 знову відзначився дублем у зустрічі з «Ноттінгемом».

### «Саутгемптон»
10 червня 2012 року Родрігес підписав чотирирічний контракт з «Саутгемптоном», сума трансферу склала близько 7 мільйонів фунтів стерлінгів.
У Прем'єр-лізі нападник дебютував у першому матчі сезону проти «Манчестер Сіті». 25 вересня у матчі Кубка ліги проти «Шеффілд Венсдей» Джей забив свої перші два м'ячі за нову команду. Перший гол у чемпіонаті Родрігес забив 28 жовтня 2012 року у ворота «Тоттенгем Готспур», що, однак, не врятувало від поразки з рахунком 2-1. 16 березня відзначився голом у грі з «Ліверпулем».
Перший гол у сезоні 2013-14 Джей забив у матчі Кубка ліги проти «Барнслі» 27 серпня 2013. 6 жовтня забив перший гол у чемпіонаті у грі зі «Свонсі Сіті». 2 грудня він забив найшвидший гол у Прем'єр-лізі в сезоні, відзначився у воротах «Челсі» на 15-й секунді.

### Подальша кар'єра
Протягом 2017—2019 років захищав кольори команди клубу «Вест-Бромвіч Альбіон».
До складу клубу «Бернлі» приєднався 2019 року. 